# Takumi Kiyomoto
Takumi Kiyomoto (født 7. juni 1993) er en japansk fodboldspiller.